# Oklahoma City Warriors
Die Oklahoma City Warriors waren eine US-amerikanische Eishockeymannschaft in Oklahoma City, Oklahoma. Die Mannschaft spielte von 1933 bis 1936 in der American Hockey Association.

## Geschichte
Das Franchise wurde 1933 als Expansionsteam der American Hockey Association unter dem Namen Oklahoma City Warriors gegründet. In ihren ersten beiden Spielzeiten verfehlte die Mannschaft deutlich die Playoff-Qualifikation. Im Laufe der Saison 1935/36 wurde die Mannschaft am 12. März 1936 nach Minneapolis, Minnesota, umgesiedelt und änderte ihren Namen in Minneapolis Warriors. Die Mannschaft verpasste nur aufgrund des verlorenen direkten Vergleichs gegenüber den Tulsa Oilers die Playoffs.
Nachdem die Minneapolis Millers zur Saison 1936/37 in die AHA zurückkehrten, stellten die Warriors den Spielbetrieb ein.